# Глэм-панк
Глэм-панк — термин, использовавшийся для обозначения групп, игравших в стиле, сочетающем в себе элементы глэм-рока и прото-панка.

## История
Впервые термин был применён британской музыкальной журналисткой Люси О’Брайен для обозначения стиля группы New York Dolls, который, по мнению О’Брайен, сочетал в себе «неопрятность Rolling Stones и заимствования из эпохи гёрлз-бэндов».
New York Dolls оказали существенное влияние на нью-йоркские группы, в частности на Harlots of 42nd Street, и прекратили своё существование в 1976 году, с приходом новой волны.
Стилистика коллектива вдохновила Вивьен Вествуд и Малкольма Макларена на создание британской панк-рок-моды в лице Sex Pistols. Также влияние New York Dolls заметно в эстетике глэм-метал-групп 1980-х годов, в особенности Hanoi Rocks и Guns N’ Roses.